# Kasibelinurus
Kasibelinurus — рід мечохвостів із девону. Це частина родини Kasibelinuridae. Типовим видом і єдиним видом Kasibelinurus є K. amicorum. Типовий вид встановлено Дж. Пікеттом у 1993 році.